# Professione di fede di Paolo VI

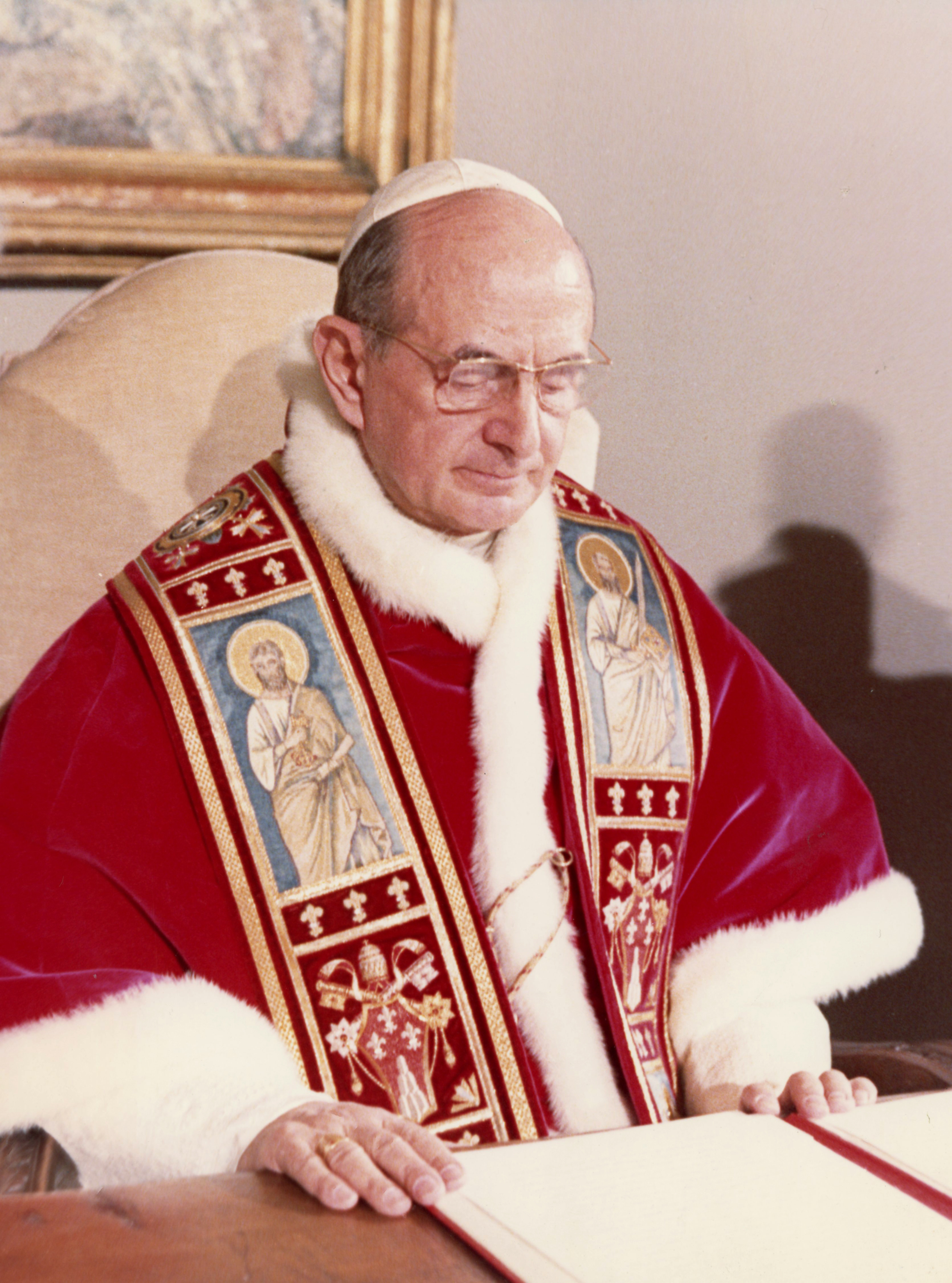
Papa Paolo VI nel suo studio il 29 giugno 1968.

La professione di fede di Paolo VI è una dichiarazione di fede proclamata da papa Montini il 30 giugno 1968. Il suo contenuto è anche noto come Credo del popolo di Dio.
La disposizione delle verità nella professione segue lo schema del Credo niceno. Il contenuto voleva essere un riassunto conciso dell'insegnamento del Concilio Vaticano II.

## Storia
L'occasione per questa solenne preghiera fu la conclusione dell'Anno della Fede, indetto in occasione del 1900° anniversario del martirio dei Santi Pietro e Paolo.
La preparazione del simbolo fu suggerita al Papa dai Padri conciliari già alla fine del Vaticano II. Il Papa incaricò il domenicano francese padre Yves Congar OP di preparare una bozza di testo. Il risultato, tuttavia, si rivelò insoddisfacente per Paolo VI. Lo stesso Congar disse in un'intervista:
Il Papa fu indotto a tale scelta anche dall'esigenza di una reazione che affermasse esplicitamente gli insegnamenti della Chiesa ed esponesse il Credo niceno, replicando a quello che considerava un eccessivo modernismo e alla diffusione del Catechismo olandese, di stampo revisionista.
Montini si rivolse allora al cardinale Charles Journet, che a sua volta chiese la collaborazione di Jacques Maritain, con il quale ebbe un lungo e acceso scambio epistolare su questioni di fede.
Il filosofo francese preparò una proposta di testo che il cardinale Journet consegnò senza modifiche a Paolo VI.
Maritain redasse una proposta di testo l'11 gennaio 1968 e la inviò a Journet il 20 gennaio 1968, che a sua volte la trasmise al Papa senza modifiche. Egli riteneva che il testo affrontasse pienamente le verità dogmatiche che erano state travisate nel Catechismo olandese. Queste includevano: le questioni del peccato originale, della Messa come sacrificio e della comprensione della presenza reale di Gesù sotto le specie eucaristiche del pane e del vino, la questione della creazione del mondo dal nulla (in latino: creatio ex nihilo), il primato di Pietro, la verginità di Maria, i dogmi dell'Immacolata Concezione e dell'Assunzione.
All'epoca Maritain aveva 85 anni e viveva come vedovo di Raïs Maritain a Tolosa con i Piccoli Fratelli di Gesù, fondati da Charles de Foucauld. Era reduce dalla pubblicazione del suo libro Le paysan de la Garonne ("Il contadino della Garonna"), una critica spietata di ciò che stava accadendo nella Chiesa post-conciliare. Secondo lui, la Chiesa era in ginocchio davanti al mondo.
Il Papa accettò la bozza di professione di fede scritta da Maritain quasi nella sua interezza, apportò leggere modifiche e la pubblicò nel motu proprio Solemni hac liturgia. Il testo, così come fu consegnato, si differenziava nel paragrafo sugli ebrei e i musulmani. Maritain si riferiva esplicitamente alla testimonianza comune che l'ebraismo e l'islam, insieme ai cristiani, danno del fatto che Dio è Uno.
Maritain stesso non era estraneo a papa Montini. Negli anni Cinquanta, quando il filosofo francese fu accusato di naturalismo estremo in Vaticano, Giovanni Battista Montini, che allora lavorava come sottosegretario di Stato, difese Maritain.

## Natura e circostanze della professione di fede
Papa Paolo VI ne parlò in questi termini: 
(Solemni hac liturgia)
Il Papa espresse le sue motivazioni nel preambolo del testo:
(Omelia per la solenne concelebrazione in occasione dell'"Anno della fede, 30 giugno 1968)
Di fronte a questa inquietudine, papa Montini disse:
(Solemni hac liturgia, 7)

## Credo del Popolo di Dio
Il Credo del Popolo di Dio si basa sul Credo niceno. Gli argomenti trattati comprendono la divinità di Cristo, la mariologia cattolica, l'ecclesiologia cattolica, il peccato originale, la Bibbia, il sacrificio della Messa e la dottrina della transustanziazione.
In particolare, vengono sottolineati quattro insegnamenti mariani: la nascita verginale di Cristo, la Theotókos, l'Immacolata Concezione e l'Assunzione di Maria.
Il Credo del Popolo di Dio è organizzato nelle seguenti sezioni:
- Dio: il Padre; il Figlio; lo Spirito Santo;
- origine del reato; rinascita dello Spirito Santo; Battesimo;
- la Chiesa; la Parola; un solo pastore;
- il sacrificio del Calvario; la transustanziazione;
- Preoccupazione temporale; prospettiva della risurrezione.

## Tematiche

### Religioni monoteiste
Paolo VI, nel descrivere il mistero della Trinità, allo stesso tempo ringrazia la bontà di Dio per i molti credenti che condividono con i cristiani la fede nell'unico Dio, senza nominare alcuna religione:
(Solemni hac liturgia)

### Peccato originale
Nel paragrafo sul peccato originale, il Papa sottolineò che lo stato della natura umana non è lo stesso in cui si trovava originariamente nei nostri primi genitori. Essi sono furono creati santi e giusti; a seguito del peccato originale, la natura umana fu  ferita nei suoi poteri naturali e sottoposta al potere della morte, che iniziò a essere trasmessa a tutti gli uomini.
(Acta Sanctae Sedis 60 (1968) p. 439)

### L'Eucaristia: transustanziazione e presenza reale di Cristo
All'epoca del Concilio Vaticano II (1962-1965), l'insegnamento sulla transustanziazione nell'Eucaristia era nuovamente dibattuto da alcuni teologi, soprattutto nei Paesi Bassi. Essi sostenevano la necessità di parlare di un cambiamento di significato (transsignificatio) e di un cambiamento di scopo (transfinalisatio) invece che di un cambiamento di essenza (transsubstantiatio). Nel 1965 Papa Paolo VI pubblicò l'enciclica Mysterium fidei, in cui sottolineava con forza la comprensione tradizionale della transustanziazione. Il Papa ribadì questo insegnamento tre anni dopo, nel 1968, nel solenne Credo del Popolo di Dio:
(Solemni hac liturgia)

## Importanza ed eredità
Nel 1992, papa Giovanni Paolo II pubblicò il Catechismo della Chiesa Cattolica, e nel 2005 l'allora cardinale Ratzinger (futuro papa Benedetto XVI) avrebbe pubblicato anche il Compendio del Catechismo della Chiesa Cattolica.